# Тандара Кайшета
Тандара Кайшета  (порт. Tandara Caixeta, 30 жовтня 1988) — бразильська волейболістка, олімпійська чемпіонка. Діагональна нападаюча. Олімпійська чемпіонка 2012 та срібний призер на іграх 2020.

## Виступи на Олімпіадах
| Олімпіада   | Дисципліна | Місце |
| ----------- | ---------- | ----- |
| Лондон 2012 | волейбол   | 1     |